# Монблан (місто)

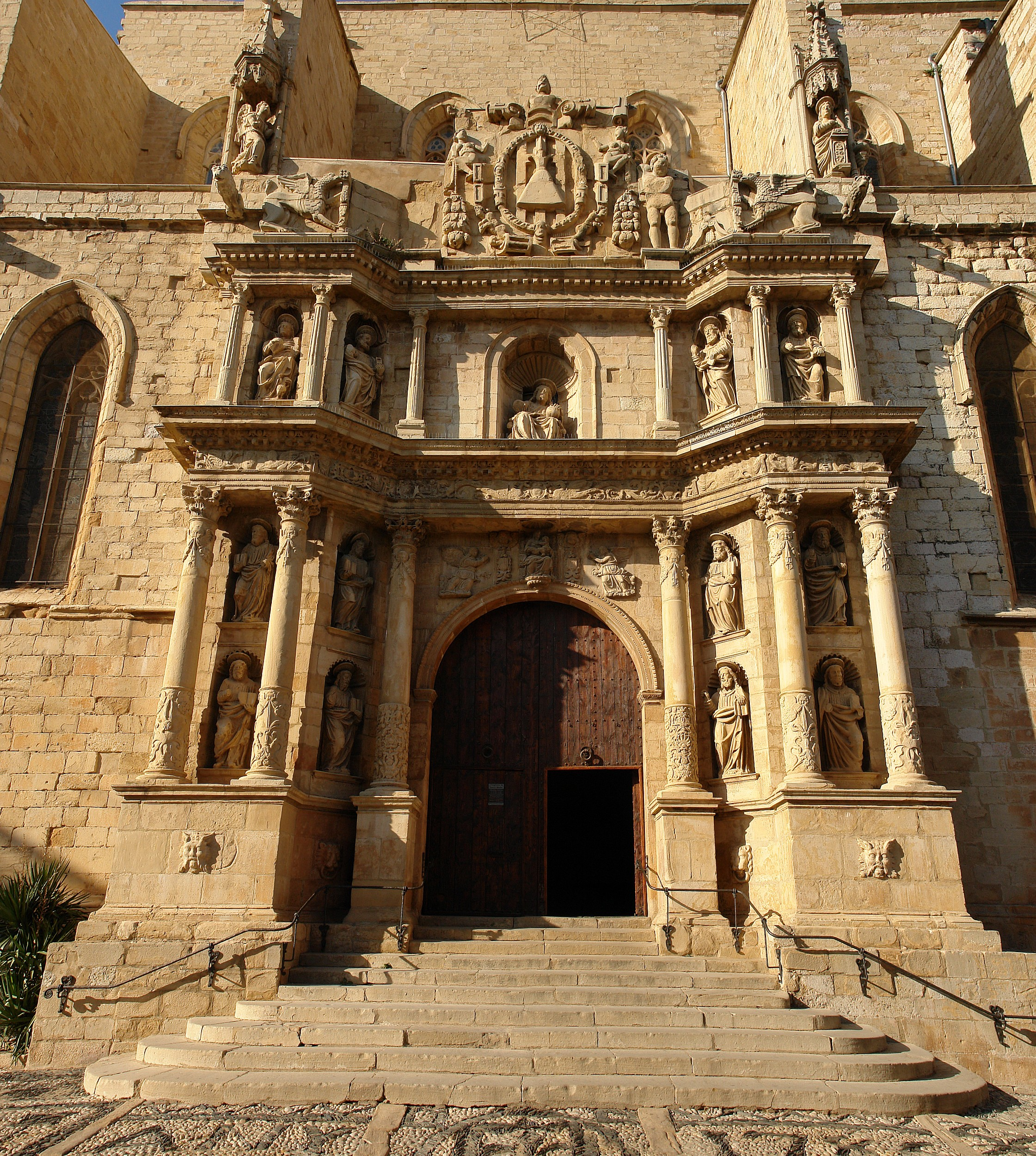
Бароковий вхід до церкви Санта-Марія

Монблан (Catalan pronunciation: [muntˈblaŋk]) — столиця каталонської комарки Конка-да-Барбара, в іспанській провінції Таррагона. Неподалік від цього міста розташовані гори Прадес.
Муніципалітет включає поселення Монблан (2013 населення 7027), Ла Гуардія дель Пратс (200), Лілла (88), Пренафета (61), Рохальс (26) і Ель Пінетелл (7). 

## Історія
Територія навколо Монблана була заселена протягом тисячоліть. Докази існування печерних жителів були знайдені ще з часів палеоліту.
З 4 по 1 століття до нашої ери на пагорбі Санта-Барбара існували іберійські села. Ці села співіснували з ранніми римськими поселенцями. Були знайдені докази римських артефактів, які датуються між 2-м століттям до нашої ери та 2-м століттям нашої ери.
Після вторгнення маврів у 711 році нашої ери велика частина території стала охоплювати мозаїкою ісламських володінь. Ісламське вторгнення започаткувало тривалий період дуже успішного розвитку сільського господарства та торгівлі. Це стало причиною народження багатьох міст і сіл у регіоні, які досі зберігають свої ісламські назви.
Здається, 10-11 століття були періодом відносно мирного співіснування, коли мусульмани, християни та євреї жили в регіоні Монблан. Цей продуктивний період тривав до тих пір, поки прихильність сил, рішуче підтримувана Римсько-католицькою церквою, не започаткувала епоху вигнань, яка змусила мусульман і євреїв покинути Піренейський півострів.
Матіс Палау Ферре (1921-2000), художник і скульптор, учень Пабло Пікассо, народився і помер у Монблані.

## Основні пам'ятки
- Монастир Святого Франциска, заснований близько 1238 року. Костел у романсько-готичному стилі.
- Готична церква Санта-Марія (14 ст.)
- Церква Сант Мікель

## Міста-побратими
- Монблан, Франція